# Sint-Aldegundiskapel (Buggenum)
De Sint-Aldegundiskapel is een kapel in Buggenum in de Nederlandse gemeente Leudal. De kapel staat aan het einde van de Holstraat waar die in de Crompvoetsstraat overgaat aan de oostrand van het dorp.
De kapel is gewijd aan de heilige Aldegonda van Maubeuge.

## Geschiedenis
In 1988 werd de kapel gebouwd.

## Gebouw
De bakstenen kapel is opgetrokken op een onregelmatig grondvlak en wordt gedekt door een zadeldak met pannen. In de linker zijgevel zijn er drie rondboogvensters aangebracht en de rechter zijgevel is blind. heeft de kapel drie Links van de frontgevel bevindt zich een gemetselde boog die over het voetpad gaat. De frontgevel is een puntgevel met op de top een natuurstenen kruis. In de frontgevel bevindt zich de rondboogvormige toegang van de kapel die wordt afgesloten met een deur. Links en rechts van de ingang bevindt zich een rondboogvenster, boven de ingang een hardstenen gevelsteen met de tekst ST.ALDEGUNDIS en rechts in de gevel is een hardstenen gevelsteen ingemetseld met de tekst INGEZEGEND DOOR PAST. FLORACK S.M.A. 5 JUNI 1988.
Van binnen is de kapel uitgevoerd in baksteen. In de achterwand bevindt zich een witgeschilderde nis waarin het heiligenbeeld staat. Het houten beeld toont de heilige Aldegonda als non met in haar linkerhand een lange staf en in haar rechterhand een opengeslagen boek.